# 葉毓祥
葉毓祥，字銘臣，號莘來。江蘇江寧（今南京）人。清朝翰林。

## 生平
葉毓祥為道光二十七年（1847年）丁未科張之萬榜二甲進士。選庶吉士，散館改主事。